# Alpina equestrata
Alpina equestrata är en fjärilsart som beskrevs av Fabricius 1777. Alpina equestrata ingår i släktet Alpina och familjen mätare. Inga underarter finns listade i Catalogue of Life.